# Battos IV
Battos IV Kalós (« Le Beau »), en grec ancien Βάττος ο Καλός / Báttos ho Kalós est le septième roi de Cyrène (actuelle Libye), entre 515 av. J.-C. et 462 av. J.-C..

## Biographie

### Origines
Battos IV est probablement né à Cyrène vers 530 av. J.-C. ou 525 av. J.-C.. Pour déterminer la date de naissance de ce roi, François Chamoux s'appuie sur deux épisodes de l'histoire de Cyrène à l'époque archaïque qu'il est possible de dater avec certitude : l'expédition dirigée contre la cité par le pharaon Apriès, l'échec de l'expédition ayant provoqué la chute du Pharaon en 570 av. J.-C. et l'avènement d'Ahmôsis II, et la conquête de l’Égypte par le roi Cambyse, en 525 av. J.-C.. Entre ces deux événements séparés de 40 ans, Hérodote affirme que trois rois battiades se sont succédé. Partant de l'hypothèse que les rois Arcésilas II et Battos III eurent un héritier avant l'âge de 25 ans, et que les autres membres de la dynastie eurent des héritiers entre l'âge de 25 et 30 ans, François Chamoux propose une chronologie approximative des rois battiades, « à titre d'exemple et sous toutes réserves ». Selon Hérodote, Battos IV est le fils d'Arcésilas III, l'exposé de celui-ci concernant l'histoire des Battiades suggérant une succession en ligne directe mâle des souverains de la dynastie. 

### La régence de Phérétimê
Lors de la minorité de Battos IV, son père, Arcésilas III, pourchassant ses opposants de son retour d'exil, confia le pouvoir à sa mère, Phérétimê. En effet, Battos IV étant trop jeune, il était incapable de gouverner personnellement la cité. Phérétimê disposait de larges pouvoirs, présidant notamment les séances de la Boulè de Cyrène.
A l'annonce de l'assassinat d'Arcésilas III à Barqa, elle s'enfuit en Égypte auprès du satrape Aryandès, sa position politique n'étant plus assurée. Phérétimê le supplia de lui fournir une armée, arguant qu'Arcésilas III avait été assassiné en raison de ses sympathies à l'égard des Perses. En outre, le soutien des Perses était nécessaire pour établir Battos IV sur le trône. Prit de compassion, le satrape accéda à sa demande et adressa un ultimatum à la cité de Barqa, réclamant des Barcéens qu'ils livrent les auteurs de l'assassinat. Ces derniers refusant, Aryandès prépara une double expédition contre Barqa, sur terre et sur mer, et permit à Phérétimê d'accompagner l'armée.
Après plusieurs mois de siège, la cité de Barqa tomba entre les mains des Perses. Phérétimê châtia les coupables de l'assassinat de son fils, de même que leurs femmes. De retour en Égypte, elle mourut dévorée vivante par des vers,, selon Hérodote, punie par les dieux pour la cruauté dont elle fit preuve à l'égard des citoyens de Barqa. 

### Roi de Cyrène
A la mort de Phérétimê, le pouvoir revint à Battos IV. Nous ne disposons d'aucune source littéraire sur son règne. Cependant, pour François Chamoux, il est très probable que le règne de ce roi, sous la protection achéménide, fut une période de prospérité pour la cité : outre un monnayage d'une grande richesse et d'une grande variété, c'est sous son gouvernement que fut construit le temple de Zeus, le « plus grand des temples grecs d'Afrique ».
Cyrène était rattachée à la sixième satrapie, qui versait un tribut annuel de 700 talents. Cette satrapie comprenait l’Égypte, les Libyens voisins de l’Égypte, Cyrène et Barqa. François Chamoux estime toutefois que les Perses exerçaient un contrôle relativement lâche sur la Cyrénaïque, une région périphérique de l'empire perse. La cité de Cyrène se libéra de la domination perse à la suite des batailles de Salamine et de Platées, la puissance achéménide ayant perdu beaucoup de son prestige, bien incapable de rétablir son autorité sur la Cyrénaïque.